# 1901年のスポーツ

## アイスホッケー
- スタンレー・カップ

優勝：ウィニペグ・ヴィクトリアズ (MHL)、準優勝：モントリオール・シャムロックス (CAHL)

## 大相撲
- 大砲万右エ門に横綱免許

## ゴルフ

### 世界4大大会（男子）
- 全米オープン優勝者：ウィリー・アンダーソン（アメリカ）
- 全英オープン優勝者：ジェームズ・ブレード（イギリス）

## テニス

### グランドスラム
- 全仏選手権　男子単優勝：アンドレ・バシェロー（フランス）、女子単優勝：P・ジロー（フランス）
- ウィンブルドン　男子単優勝：アーサー・ゴア（イギリス）、女子単優勝：シャーロット・クーパー・ステリー（イギリス）
- 全米選手権　男子単優勝：ウィリアム・ラーンド（アメリカ）、女子単優勝：エリザベス・ムーア（アメリカ）

## 野球

### アメリカ大リーグ
- アメリカンリーグ発足
- ナショナルリーグ優勝：ピッツバーグ・パイレーツ
- アメリカンリーグ優勝：シカゴ・ホワイトソックス

### 日本
- 早稲田大学野球部発足

## 競馬

### イギリス
英クラシック
- 2000ギニー優勝馬：ハンディキャッパー
- 1000ギニー優勝馬：アイダ
- エプソムダービー優勝馬：ヴォロデョフフスキー
- オークス優勝馬：キャップアンドベルズ
- セントレジャーステークス優勝馬：ドリクレス

その他主要レース
- ジョッキークラブステークス優勝馬：ピーターマリッツバーグ
- アスコットゴールドカップ優勝馬：サントワ
- グッドウッドカップ優勝馬：フォルテュナトス
- ドンカスターカップ優勝馬：メリーギャル
- エクリプスステークス優勝馬：エプソムラッド
- プリンスオブウェールズステークス優勝馬：ヴェロネーゼ
- チャンピオンステークス:優勝馬：オスボッホ
- ケンブリッジシャーステークス優勝馬：ウォーターシェッド
- グランドナショナル優勝馬：グルドン

リーディングサイアー
- チャンピオンサイアー - セントサイモン
- チャンピオンブルードメアサイアー - ベンドア

## 陸上競技
- 11月 - 時事新報社主催の不忍池長距離競走大会。「日本初のメディア・スポーツイベント」との評がある[1]。
- 12月 - 大阪毎日新聞社主催による、堺大浜50マイル徒歩競走[1]。

## 誕生
- 1月20日 - セシル・グリフィス（イギリス、陸上競技、+1973年）
- 1月21日 - リカルド・サモラ（スペイン、サッカー、+1978年）
- 1月30日 - ルドルフ・カラツィオラ（ドイツ、レーシングドライバー、+1959年）
- 2月23日 - 北島忠治（新潟県、ラグビー、+1996年）
- 5月8日 - オットー・カイザー（オーストリア、フィギュアスケート、+1977年）
- 5月24日 - ホセ・ナサシ（ウルグアイ、サッカー、+1968年）
- 6月9日 - エーリッヒ・ラーデマッハー（ドイツ、水泳、+1970年）
- 6月10日 - 赤星六郎（鹿児島県、ゴルフ、+1944年）
- 7月20日 - ヘイニー・マナッシュ（アメリカ、野球、+1971年）
- 8月15日 - 木村庄之助 (24代)（千葉県、相撲、+1973年）
- 8月18日 - アルネ・ボリ（スウェーデン、水泳、+1987年）
- 8月26日 - フランキー・ジェナロ（アメリカ、ボクシング、+1966年）
- 8月31日 - 二出川延明（兵庫県、野球、+1989年）
- 9月16日 - ウーゴ・フリジェリオ（イタリア、陸上競技、+1968年）
- 9月25日 - クラレンス・ハウザー（アメリカ、陸上競技、+1994年）
- 11月17日 - ジョイス・ウェザード（イギリス、ゴルフ、+1997年）
- 12月10日 - 浜崎真二（広島県、野球、+1981年）
- 12月14日 - アンリ・コシェ（フランス、テニス、+1987年）

## 死去
- 10月26日 - アルフレッド・タイソー（イギリス、陸上競技、*1874年）